# اول زمین!
اول زمین! یا ارث فرست! (انگلیسی: Earth First!) یک گروه مدافع محیط زیست است که سال ۱۹۷۹ در جنوب غربی ایالات متحده شکل گرفت و رسماً در سال ۱۹۸۰ تأسیس شد. زیرمجموعه‌های این گروه در بسیاری از نقاط دنیا از جمله در بریتانیا، کانادا، نیوزلند، لهستان، هند، فیلیپین، جمهوری چک، نیجریه، اسلواکی، ایرلند، ایتالیا و اسپانیا گسترده است.

## سال‌های اولیه از ۱۹۸۰-۱۹۸۹
اول زمین! در ۴ آوریل ۱۹۸۰ توسط دیو فورمن، مایک روزل، هاوی وولک، بارت کوهلر و ران کزار تأسیس شد.
در سال‌های اولیه این گروه طی ۱۹۸۰-۱۹۸۶، با ترفندهای تبلیغاتی و با پیشنهادهای گسترده برای طبیعت، از سایر گروه‌های زیست‌محیطی پیشی گرفت. 

## اعتراض و دفاع از محیط زیست
اکثر فعالان «اول زمین» پیش از این در اشکال معتدل‌تری از فعالیت‌های زیست‌محیطی و سیاسی، مانند راهپیمایی‌های اعتراضی و نوشتن نامه به سیاستمداران شرکت کرده‌اند. آنها به عنوان فعالان آگاه محلی معرفی می‌شوند که ایده‌هایشان از اخلاق اجتماعی نشأت می‌گیرد. یکی از منتقدان اولیه تغییر تاکتیک های «اول زمین» بعداً اف بی آی را متهم کرد که عمداً این گروه را با مفهوم عدم خشونت معرفی کرده است.